# Damasonium polyspermum
Damasonium polyspermum är en svaltingväxtart som beskrevs av Ernest Saint-Charles Cosson. Damasonium polyspermum ingår i släktet Damasonium och familjen svaltingväxter. IUCN kategoriserar arten globalt som sårbar. Inga underarter finns listade.